# Sanlúcar de Guadiana (kommunhuvudort)
Sanlúcar de Guadiana är en kommunhuvudort i Spanien.   Den ligger i provinsen Provincia de Huelva och regionen Andalusien, i den sydvästra delen av landet, 500 km sydväst om huvudstaden Madrid. Sanlúcar de Guadiana ligger 20 meter över havet och antalet invånare är 363.
Terrängen runt Sanlúcar de Guadiana är huvudsakligen platt, men norrut är den kuperad. Sanlúcar de Guadiana ligger nere i en dal. Runt Sanlúcar de Guadiana är det mycket glesbefolkat, med 4 invånare per kvadratkilometer. Närmaste större samhälle är Villanueva de los Castillejos, 15,6 km öster om Sanlúcar de Guadiana. Omgivningarna runt Sanlúcar de Guadiana är i huvudsak ett öppet busklandskap.